# Aphaostracon
Aphaostracon é um género de gastrópode  da família Hydrobiidae.
Este género contém as seguintes espécies:
- Aphaostracon asthenes
- Aphaostracon monas
- Aphaostracon pycnum
- Aphaostracon xynoelictum